# Jean-Baptiste Thiérrée
Jean-Baptiste Thierrée (Parigi, 2 maggio 1937) è un attore e scrittore francese.

## Biografia
Sposato con Victoria Chaplin, figlia del celebre Charlie, ha creato con la moglie Le cirque bonjour, quindi Le cirque imaginaire, più tardi Le cirque invisibile, un circo moderno che alcuni ritengono fonte di ispirazione per il Cirque du Soleil. Hanno due figli: Aurélia (1971) e James (1974), entrambi attori.
Thièrrèe è anche pittore e scultore. Nel suo libro La Folie Polaire (édizione Lume, 2007) esprime tutta la sua passione per Polaire, una stella del music-hall parigino degli anni 1900, che fu legata a Colette e allo scrittore Willy.

## Filmografia
- Muriel, il tempo di un ritorno (Muriel, ou le Temps d'un retour), regia di Alain Resnais (1963)
- Confetti al pepe (Dragées au poivre), regia di Jacques Baratier (1963)
- L'or du duc, regia di Jacques Baratier (1965)
- Piège, regia di Jacques Baratier (1968)